# タムロンレンズの一覧
　タムロンレンズの一覧は、株式会社タムロンが販売しているレンズの一覧である。

## レンズに表記される略号
タムロン製のオートフォーカスレンズには、以下の略号が含められている場合がある。それらの略号と意味を列挙する。また、タムロン製のレンズにはモデル番号が振ってあり、似たようなスペックのレンズでも区別することができる。
| Di     | 「Digitally Integrated」の略。レンズのコーティングをデジタル一眼レフに対応したことを意味する号。フルサイズセンサーに対応。 |
| Di II  | デジタル一眼レフのうち、APS-Cセンサーに対応していることを意味する号。                                                      |
| Di III | ミラーレスカメラに対応していることを意味する号。                                                                           |
| SP     | 「Super Performance」の略。プロフェッショナルレンズを意味する。                                                            |
| [IF]   | 「Internal Focus」の略。インターナルフォーカスレンズを意味する。                                                           |
| VC     | 「Vibration Compensation」の略。レンズ内手ブレ補正機構を内蔵するレンズに冠する号。                                         |
| LD     | 「Low Dispersion」の略。異常低分散レンズを採用しているレンズに冠する号。                                                   |
| XLD    | 「Extra Low Dispersion」の略。超異常低分散レンズを採用しているレンズに冠する号。                                           |
| XR     | 「Extra Refractive Index」の略。高屈折率レンズを採用しているレンズに冠する号。                                             |
| AD     | 「Anomalous Dispersion」の略。異常部分分散レンズを採用しているレンズに冠する号。                                           |
| USD    | 「Ultrasonic Silent Drive」の略。超音波モータを内蔵するレンズに冠する号。                                                  |
| PZD    | 「Piezo Drive」の略。ピエゾ（圧電セラミック）素子を利用した超音波モータを内蔵するレンズに冠する号。                        |
| HLD    | 「High/Low torque-modulated Drive」の略。小型・省電力のDCモーターを内蔵するレンズに冠する号。                              |
| RXD    | 「Rapid eXtra-silent stepping Drive」の略。ステッピングモーターユニットを採用しているレンズに冠する号。                    |
| VXD    | 「Voice-coil eXtreme-torque Drive」の略。リニアモーターフォーカス機構を採用しているレンズに冠する号。                      |
| OSD    | 「OSD （Optimized Silent Drive）」の略。静音性に優れたDCモーターを採用しているレンズに冠する号。                           |

## オートフォーカスレンズ
一眼レフ用のレンズは主に、NikonFマウント、キヤノンEFマウント、ソニーAマウント（手ブレ補正機構は省略される）、ペンタックスKマウントに対応。

### 一眼レフ用レンズ
レンズによって異なるが、主な対応マウントはニコンFマウント、キヤノンEFマウント、ソニー（ミノルタ）Aマウント、ペンタックスKマウント。

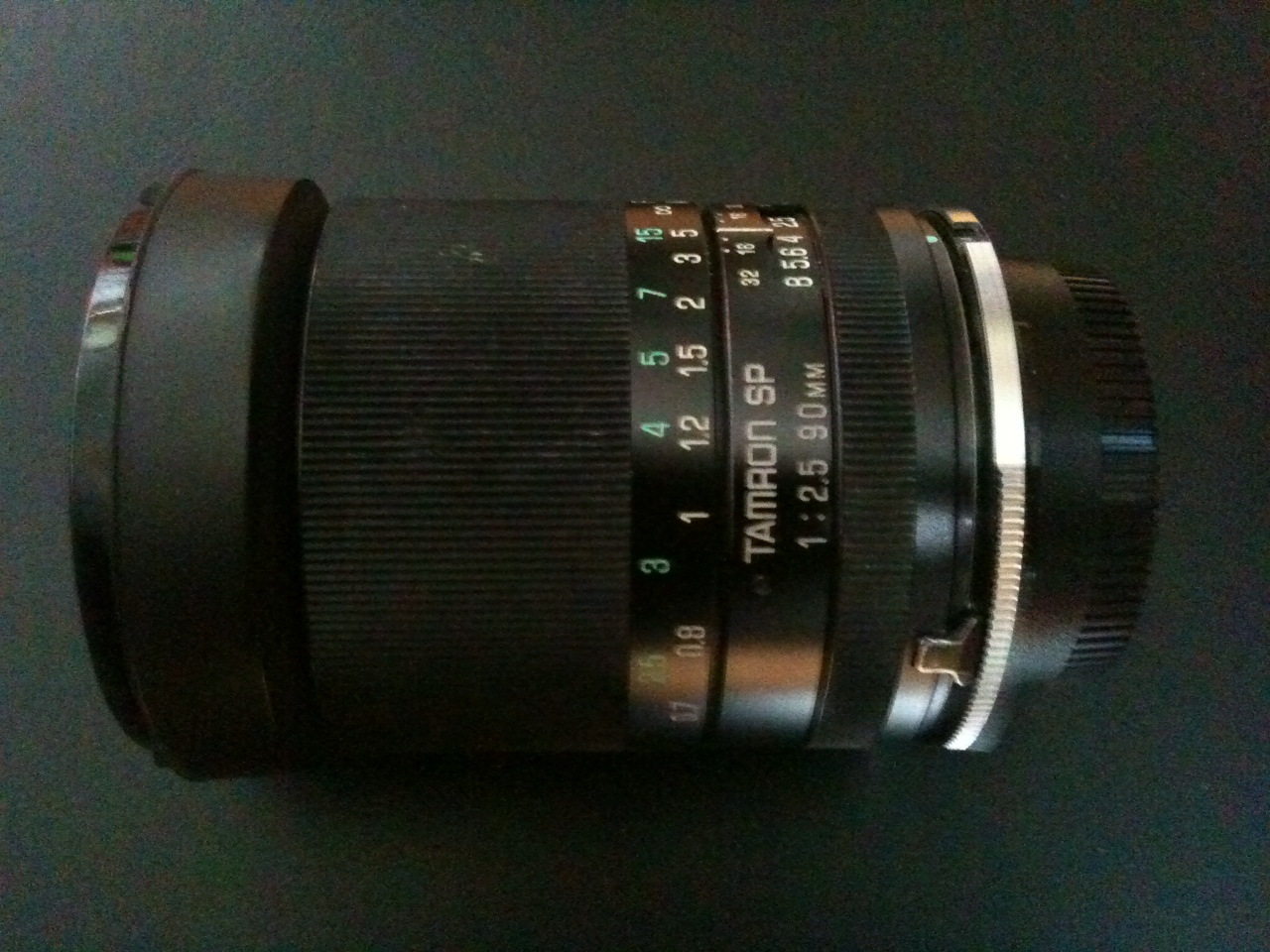
SP AF macro 90 mm 1:2.5

- SP AF 14mm F/2.8 Aspherical [IF] （Model 69E） - 1999年発売。12群14枚。最短撮影距離0.2m。フィルターは後部ゼラチンフィルター差し込み式。
- SP AF 90mm F/2.5 Macro （1:2） （Model 52E） -  1990年発売。6群8枚。最短撮影距離0.39m。アタッチメントはφ58mmねじ込み。ポートレートマクロレンズ。1990年発売。
- SP AF 90mm F/2.5 Macro （1:2） （Model 152E） - 1994年発売。6群8枚。最短撮影距離0.39m。アタッチメントはφ52mmねじ込み。最大撮影倍率は1/2倍。
- SP AF 90mm F/2.8 Macro 1:1 （Model 72E） - 1996年発売。9群10枚。最短撮影距離0.29m。アタッチメントはφ55mmねじ込み。最大撮影倍率は等倍。
- SP AF 90mm F/2.8 Macro 1:1 （Model 172E） - 1999年発売。9群10枚。最短撮影距離0.29m。アタッチメントはφ55mmねじ込み。最大撮影倍率は等倍[1]。
- SP AF 300mm F/2.8 LD-IF （Model 60E） - 1990年発売。LDレンズを含む7群10枚。最短撮影距離2.5m。アタッチメントはφ122mmねじ込み、後部φ43mmねじ込みフィルター使用可能。インターナルフォーカスレンズ。
- SP AF 300mm F/2.8 LD [IF] （Model 360E） -1992年発売。 LDレンズを含む7群10枚。最短撮影距離2.5m。アタッチメントはφ122mmねじ込み、後部φ43mmねじ込みフィルター使用可能。
- AF 19–35mm F/3.5-4.5 （Model A10） -  2002年発売。11群13枚。最短撮影距離0.5m。アタッチメントはφ77mmねじ込み。
- SP AF 20–40mm F/2.7-3.5 Aspherical-IF （Model 166D） - 1994年発売。非球面レンズを含む12群15枚。最短撮影距離0.5m。アタッチメントはφ77mmねじ込み。
- SP AF 20–40mm F/2.7-3.5 Aspherical-IF （Model 266D） - 2000年発売。166Dの外観変更モデル。
- AF 24–70mm F/3.3-5.6 Aspherical （Model 73D）  - 1994年発売。非球面レンズを含む7群8枚。最短撮影距離0.4m。アタッチメントはφ62mmねじ込み。
- SP AF 24–135mm F/3.5-5.6 AD Aspherical [IF] Macro （Model 190D） - 2000年発売。ADガラスを含む10群14枚。最短撮影距離0.4mアタッチメントはφ72mmねじ込み。最大撮影倍率は1/3.3倍。Model 290Dは、このレンズのタムロン創業50周年記念モデル。
- AF 28–70mm F/3.5-4.5 （Model 159D） - 1991年発売。非球面レンズを含む7群7枚。最短撮影距離0.7m。アタッチメントはφ58mmねじ込み。
- AF 28–70mm F/3.5-4.5 （Model 259D） - 1994年発売。8群9枚。最短撮影距離0.7m。アタッチメントはφ52mmねじ込み。
- AF 28–80mm F/3.5-5.6 Aspherical （Model 77D） - 1995年発売。7群7枚。最短撮影距離0.7m。アタッチメントはφ58mmねじ込み。
- AF 28–80mm F/3.5-5.6 Aspherical （Model 177D） - 1999年発売。7群7枚。最短撮影距離0.7m。アタッチメントはφ58mmねじ込み。
- AF 28–80mm F/3.5-5.6 Aspherical （Model 277D） - 2000年発売。Model 177Dのシルバーモデル。
- SP AF 28–105mm F/2.8 LD Aspherical-IF （Model 176D） - 1997年発売。非球面レンズとLDレンズを含む13群15枚。最短撮影距離0.8m。アタッチメントはφ82mmねじ込み。
- SP AF 28–105mm F/2.8 LD Aspherical-IF （Model 276D） - 2000年発売。Model 176Dの外観変更モデル。
- AF 28–105mm F/4-5.6 （Model 79D） - 1998年発売。12群15枚。最短撮影距離0.5m。アタッチメントはφ62mmねじ込み。
- AF 28–105mm F/4-5.6 Aspherical [IF] （Model 179D） - 1998年発売。12群15枚。最短撮影距離0.5m。アタッチメントはφ62mmねじ込み。
- AF 28–200mm F/3.8-5.6 Aspherical （Model 71D） - 1992年発売。非球面レンズを含む14群16枚。最短撮影距離1.5m。アタッチメントはφ72mmねじ込み。タムロン初の高倍率ズームレンズ[2]。
- AF 28–200mm F/3.8-5.6 LD Super （Model 171D） - 1996年発売。Model 71Dの改良版。ズームリングが滑りにくくなっている。
- AF 28–200mm F/3.8-5.6 LD Aspherical-IF Super Silver （Model 271D） - 1998年発売。非球面レンズとLDレンズを含む14群16枚。最短撮影距離2.1m。アタッチメントはφ72mmねじ込み。
- AF 28–200mm F/3.8-5.6 LD Aspherical [IF] Super II Macro （Model 371D） - 2000年発売。非球面レンズとLDレンズを含む14群16枚。最短撮影距離0.49m。アタッチメントはφ72mmねじ込み。
- AF 28–200mm F/3.8-5.6 LD Aspherical Super II Macro （Model 471D） - 2000年発売。Model 371Dの外観変更モデル。
- AF 28–200mm F/3.8-5.6 LD Aspherical [IF] Super （Model 571D） - 1999年発売。Model171Dの外観デザインを変更したモデル。
- AF 28–200mm F/3.8-5.6 Super XR Aspherical [IF] Macro （Model A03） - 2002年発売。XRレンズと複合非球面レンズを含む14群15枚。最短撮影距離0.49m。アタッチメントはφ62mmねじ込み。最大撮影倍率は1/4倍。Model 371Dに比べると、体積比で約25％、重量比も約28％コンパクト化。
- AF 28–200mm F/3.8-5.6 Super XR Aspherical [IF] Macro Silver （Model A03S） - 2002年発売。Model A03の外観デザインを変更したモデル。
- AF 28–300mm F/3.5-6.3 LD Aspherical [IF] Macro （Model 185D） - 1999年発売。LD非球面ハイブリッドレンズを含む14群15枚。最短撮影距離1.26m（ワイド端）0.82m（テレ端）。最大撮影倍率1/3.7倍。アタッチメントはφ72mmねじ込み。
- AF 28–300mm F/3.8-6.3 LD Aspherical-IF Silver （Model 285D） - 2000年発売。Model 185Dの外観変更モデル。
- AF 28–300mm F/3.5-6.3 Ultra Zoom XR LD Aspherical [IF] Macro （Model A06） - 2002年発売。
- AF 35–90mm F/4-5.6 （Model 63D） - 1989年発売。8群6枚。最短撮影距離0.5m。アタッチメントはφ55mmねじ込み。ペンタックス用は絞りリング無し。
- SP AF 35–105mm F/2.8 Aspherical （Model 65D） - 1992年発売。XRレンズ、複合非球面レンズ、LDレンズを含む13群15枚。最短撮影距離0.49m。アタッチメントはφ62mmねじ込み。最大撮影倍率は1/2.9倍。
- AF 35–135mm F/3.5-4.5 Tele-Macro （Model 40D） - 1987年発売。13群15枚。最短撮影距離1.5m。アタッチメントはφ55mmねじ込み。Aマウントのみ販売。
- SP AF 70–210mm F/2.8 LD （Model 67D） - 1992年発売。LDレンズを含む13群17枚。最短撮影距離1.5m。アタッチメントはφ77mmねじ込み。
- AF 70–210mm F/3.5-4.5 Tele-Macro （Model 53D） - 1987年発売。9群12枚。最短撮影距離1.1m。アタッチメントはφ55mmねじ込み。Aマウントのみ販売。
- AF 70–210mm F/4-5.6 （Model 158D） - 1991年発売。9群13枚。最短撮影距離1.1m。アタッチメントはφ52mmねじ込み。
- AF 70–210mm F/4-5.6 （Model 258D） - 1994年発売。9群13枚。最短撮影距離1.1m。アタッチメントはφ52mmねじ込み。最大撮影倍率は1/4倍。
- AF 70–300mm F/4-5.6 （Model 172D） - 1993年発売。9群13枚。最短撮影距離1.5m。アタッチメントはφ58mmねじ込み。
- AF 70–300mm F/4-5.6 LD （Model 372D） - 1996年発売。9群13枚。最短撮影距離1.5m。アタッチメントはφ58mmねじ込み。最大撮影倍率は1/3.8倍。
- AF 70–300mm F/4-5.6 LD （Model 472D） - 1999年発売。Model 372Dの外観変更モデル。
- AF 70–300mm F/4-5.6 LD Macro 1:2 （Model 572D） - 2000年発売。Model 372Dの改良モデル。マクロモードが採用され、テレ端最短撮影距離が0.95mm、最大撮影倍率は1/2倍に改良されている。
- AF 70–300mm F/4-5.6 LD Macro （1:2） （Model 772D） - 2001年発売。Model 372Dの外観変更（シルバー）モデル。
- AF 75–300mm F/4-5.6 LD Macro （Model 872D） - 2001年発売。9群13枚。最短撮影距離1.5m。アタッチメントはφ62mmねじ込み。最大撮影倍率は1/3.9倍。
- AF 80–210mm F/4.5-5.6 （Model 178D） - 1995年発売。8群9枚。最短撮影距離1.5m。アタッチメントはφ52mmねじ込み。
- AF 80–210mm F/4.5-5.6 （Model 278D） - 1999年発売。8群9枚。最短撮影距離1.5m。アタッチメントはφ52mmねじ込み。
- AF 90–300mm F/4.5-5.6 （Model 62D） - 1990年発売。9群13枚。最短撮影距離1.5m。アタッチメントはφ58mmねじ込み。ペンタックス用は絞りリング無し。
- AF 100–300mm F/5-6.3 （Model 86D） - 1997年発売。9群12枚。最短撮影距離1.5m。アタッチメントはφ55mmねじ込み。
- AF 100–300mm F/5-6.3 （Model 186D） - 1998年発売。Model 86Dの改良モデル。マクロモードが採用され、テレ端最短撮影距離が1.5mm、最大撮影倍率は1/4倍に改良されている。
- AF 200–400mm F/5.6 LD-IF （Model 75D） - 1994年発売。11群13枚。最短撮影距離2.5m。アタッチメントはφ77mmねじ込み。
- AF 200–400mm F/5.6 LD-IF （Model 175D） - 2000年発売。11群13枚。最短撮影距離2.5m。アタッチメントはφ77mmねじ込み。

### フルサイズ対応デジタル一眼レフ用レンズ（Di レンズ）
レンズのコーティングをデジタル一眼レフに対応し、センサーの反射によるフレアやゴーストの低減を図っている。レンズによって異なるが、主な対応マウントはニコンFマウント、キヤノンEFマウント、ソニー（ミノルタ）Aマウント、ペンタックスKマウント。

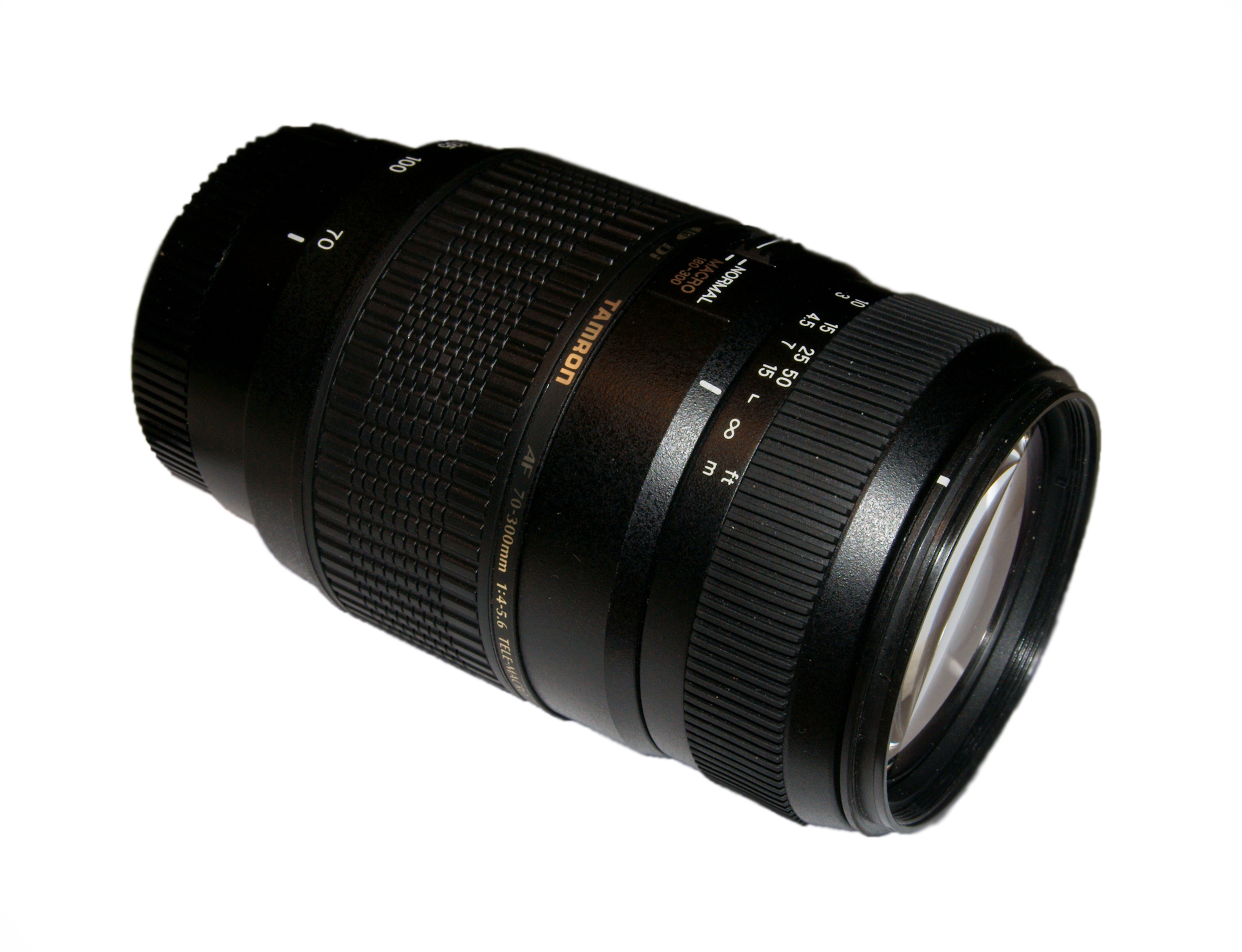
Tamron AF 70-300mm f/4.0-5.6 Di LD Macro

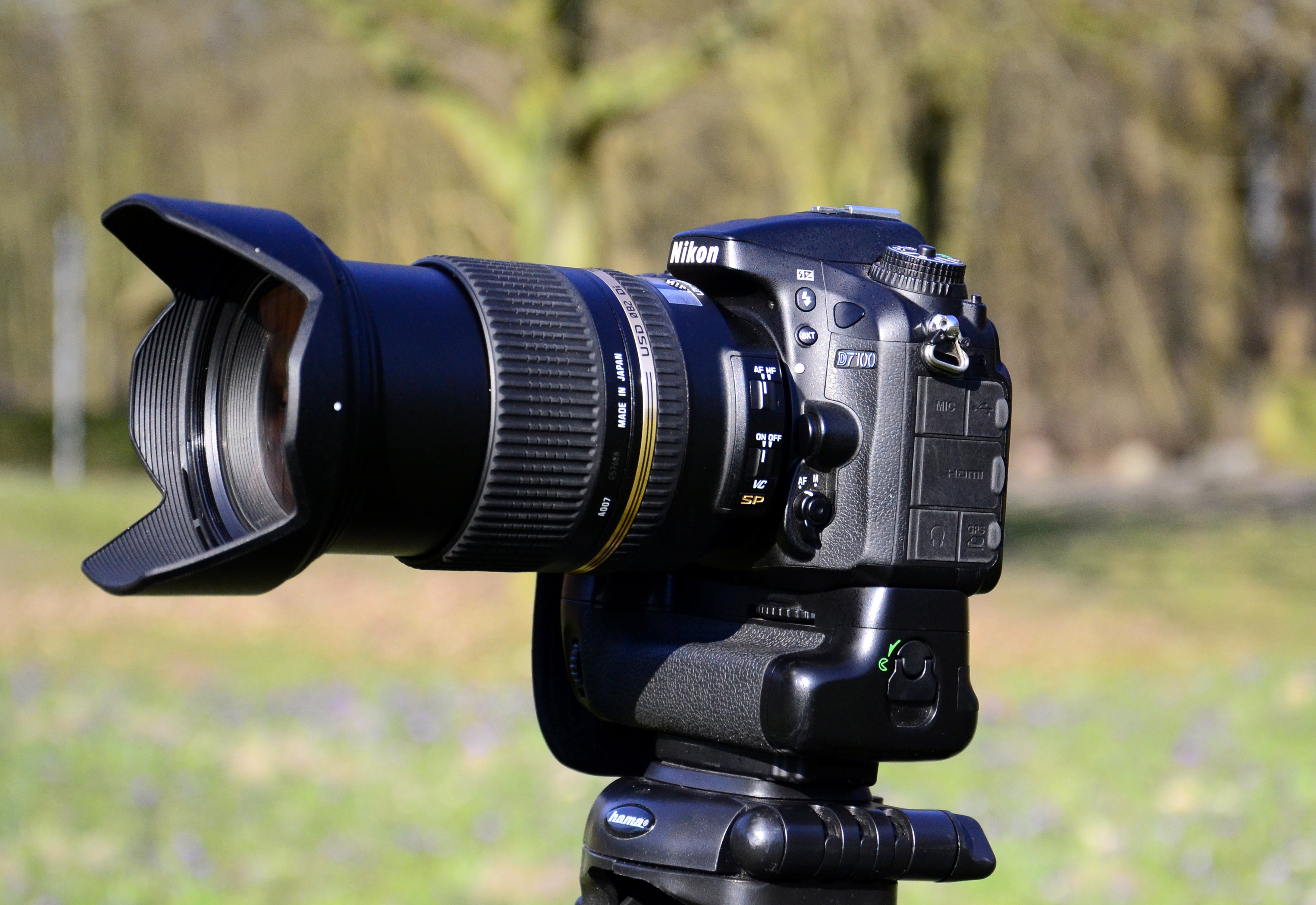
SP 24-70mm F-2.8 Di VC USD

- SP 35mm F/1.4 Di USD （Model F045） -  2019年発売。10群14枚。最短撮影距離0.3m。アタッチメントはφ72mmねじ込み。最大撮影倍率1/5倍。
- SP 35mm F/1.8 Di VC USD （Model F012） -  2015年発売。9群10枚。最短撮影距離0.2m。アタッチメントはφ67mmねじ込み。最大撮影倍率1/2.5倍。
- SP 45mm F/1.8 Di VC USD （Model F013） -  2015年発売。8群10枚。最短撮影距離0.29m。アタッチメントはφ67mmねじ込み。最大撮影倍率1/2.9倍。
- SP 85mm F/1.8 Di VC USD （Model F016） -  2016年発売。9群13枚。最短撮影距離0.8m。アタッチメントはφ67mmねじ込み。最大撮影倍率1/7.2倍。
- SP AF 90mm F/2.8 Di Macro 1:1 （Model 272E, 272EN/272ENII） - 2004年発売。Model 172のコーティングをデジタル対応化したもの[1]。
- SP 90mm F/2.8 Di VC USD Macro 1:1 / SP 90mm F/2.8 Di USD Macro 1:1 （Model F004） - 2012年発売。11群14枚。最短撮影距離0.3m。アタッチメントはφ58mmねじ込み。
- SP 90mm F/2.8 Di MACRO 1:1 VC USD（Model F017） - 2016年発売。Model F004の光学系と同じ。手ブレ補正機構やAFの性能、防塵防滴性能が改善されている。
- SP AF 180mm F/3.5 Di LD [IF] Macro 1:1 （Model B01） -  2003年発売。LDレンズ2枚を含む11群14枚。最短撮影距離0.47m。アタッチメントはφ72mmねじ込み。最大撮影倍率1倍。
- SP 15-30mm F/2.8 Di VC USD / SP 15-30mm F/2.8 Di USD（Model A012） -  2014年発売。13群18枚。最短撮影距離0.28m。フィルターは装着不可。
- SP 15-30mm F/2.8 Di VC USD G2（Model A041） - 2018年発売。Model A012の光学系と同じ。手ブレ補正機構やAFの性能、防塵防滴性能が改善されている。
- SP AF 17–35mm F/2.8-4 Di LD Aspherical [IF] （Model A05） -  2003年発売。11群14枚。最短撮影距離0.3m。アタッチメントはφ77mmねじ込み。
- 17-35mm F/2.8-4 Di OSD （Model A037） -  2018年発売。10群15枚。最短撮影距離0.28m。アタッチメントはφ77mmねじ込み。
- SP 24–70mm F/2.8 Di VC USD / SP 24–70mm F/2.8 Di USD （Model A007） -  2012年発売。12群17枚。最短撮影距離0.38m。アタッチメントはφ82mmねじ込み。
- SP 24-70mm F/2.8 Di VC USD G2（Model A032） - 2017年発売。Model A007の光学系と同じ。手ブレ補正機構やAFの性能、防塵防滴性能が改善されている。

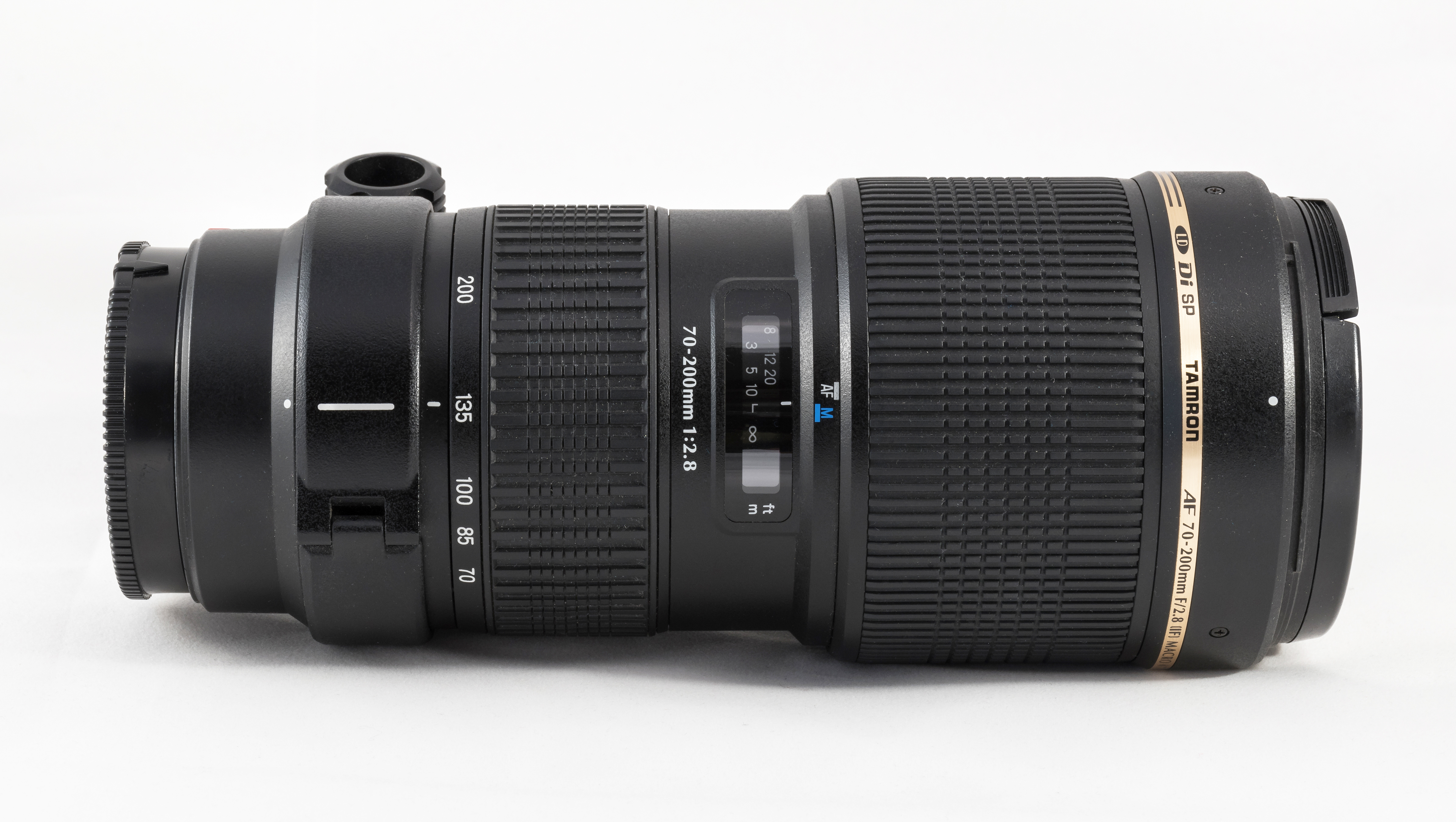
SP AF 70-200mm F/2.8 Di VC USD

- SP AF 28–75mm F/2.8 XR Di LD Aspherical [IF] Macro （Model A09） - 2003年発売。14群16枚。最短撮影距離0.33m。アタッチメントはφ67mmねじ込み。

- AF 28–200mm F/3.8-5.6 XR Di Aspherical [IF] Macro （Model A031） -  2006年発売。14群15枚。最短撮影距離0.49m。アタッチメントはφ62mmねじ込み。
- AF 28–300mm F/3.5-6.3 XR Di LD Aspherical [IF] （Model A061） -  2004年発売。13群15枚。最短撮影距離0.49m。アタッチメントはφ62mmねじ込み。
- AF 28–300mm F/3.5-6.3 XR Di VC LD Aspherical [IF] （Model A20） -  2007年発売。13群18枚。最短撮影距離0.49m。アタッチメントはφ67mmねじ込み。
- 28-300mm F/3.5-6.3 Di VC PZD / 28-300mm F/3.5-6.3 Di PZD （Model A010） -  2014年発売。15群19枚。最短撮影距離0.49m。アタッチメントはφ67mmねじ込み。
- 35-150mm F/2.8-4 Di VC OSD（Model A043） -  2019年発売。14群19枚。最短撮影距離0.45m。アタッチメントはφ77mmねじ込み。
- SP AF 70–200mm F/2.8 Di LD [IF] Macro （Model A001） - 2008年発売。13群18枚。最短撮影距離0.95m。アタッチメントはφ77mmねじ込み。
- SP 70-200mm F/2.8 Di VC USD / SP 70-200mm F/2.8 Di USD （Model A009） -  2012年発売。17群23枚。最短撮影距離1.3m。アタッチメントはφ77mmねじ込み。
- SP 70-200mm F/2.8 Di VC USD G2 （Model A025） - 2017年発売。Model A009の光学系と同じ。手ブレ補正機構やAFの性能、防塵防滴性能が改善されている。
- SP 70-210mm F/4.0 Di VC USD （Model A034） -  2018年発売。14群20枚。最短撮影距離0.95m。アタッチメントはφ67mmねじ込み。

- SP 70–300mm F/4-5.6 Di VC USD / SP 70–300mm F/4-5.6 Di USD （Model A005） -  2010年発売。12群17枚。最短撮影距離1.5m。アタッチメントはφ62mmねじ込み。

- AF 70–300mm F/4-5.6 Di LD Macro 1:2 （Model A17） -  2006年発売。9群13枚。最短撮影距離1.5m。アタッチメントはφ62mmねじ込み。タムロン創業60周年記念レンズ[3]。
- 100-400mm F/4.5-6.3 Di VC USD（Model A035） -  2017年発売。11群17枚。最短撮影距離1.5m。アタッチメントはφ67mmねじ込み。
- SP 150-600mm F/5-6.3 Di VC USD / SP 150-600mm F/5-6.3 Di USD （Model A011） -  2014年発売。13群20枚。最短撮影距離2.7m。アタッチメントはφ95mmねじ込み。
- SP 150-600mm F/5-6.3 Di VC USD G2（Model A022） - 2016年発売。Model A009の光学系と同じ。手ブレ補正機構やAFの性能、防塵防滴性能が改善されている。任意のズームポジションで瞬時にロックと解除ができるフレックスズームロック機構がある。
- SP AF 200–500mm F/5-6.3 Di LD [IF] （Model A08） -  2004年発売。10群13枚。最短撮影距離2.5m。アタッチメントはφ86mmねじ込み。

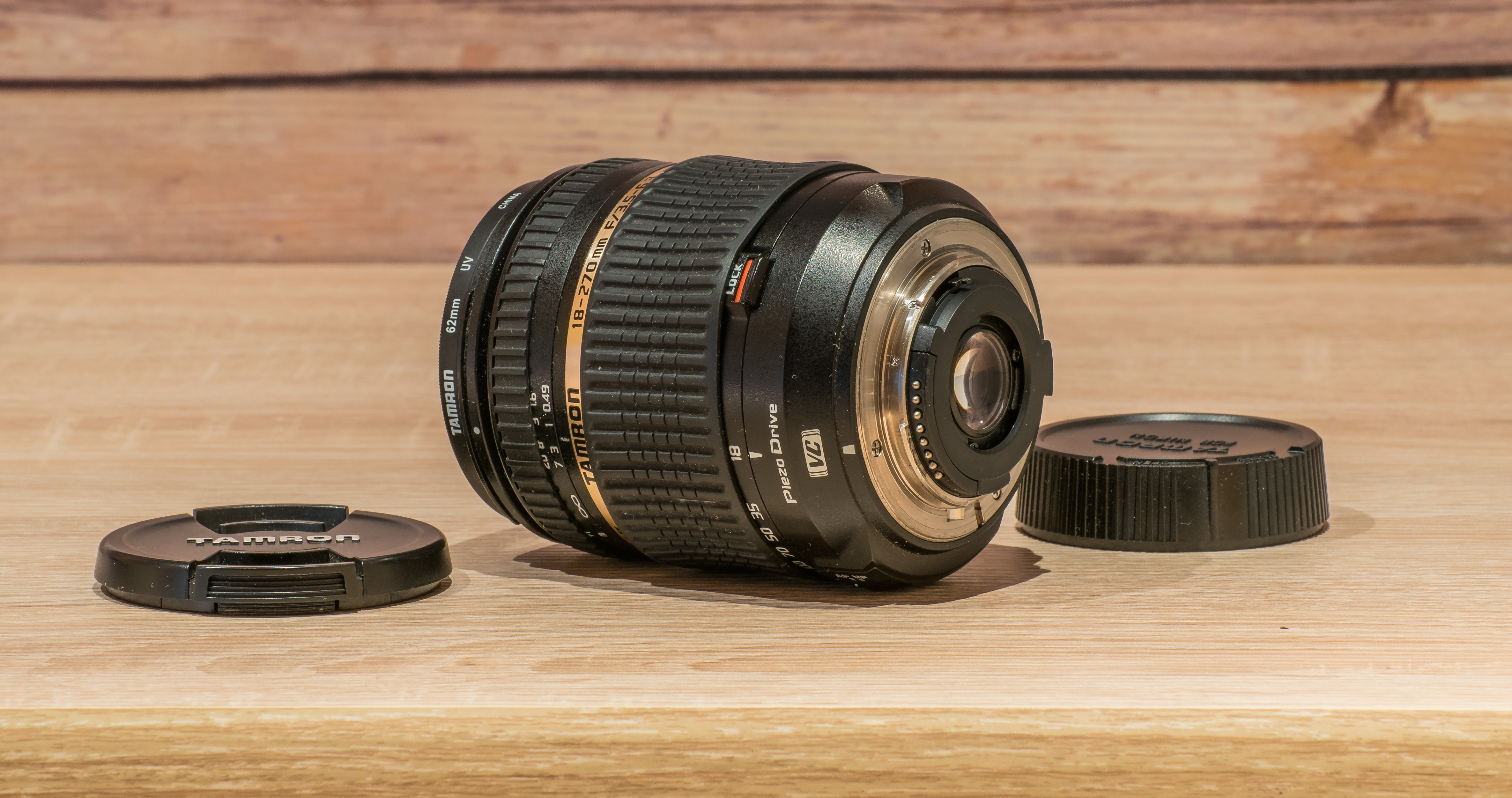
AF 18-270mm F3.5-6.3 Di-II VC PZD

### APS-Cセンサー対応デジタル一眼レフ用レンズ（DiⅡ レンズ）
主な対応マウントはニコンFマウント、キヤノンEF-Sマウント、ソニー（ミノルタ）Aマウント、ペンタックスKマウント。
- SP AF 60mm F/2.0 Di II LD [IF] Macro 1:1 （Model G005） -  2009年発売。10群14枚。最短撮影距離0.23m。アタッチメントはφ55mmねじ込み。最大撮影倍率1/2倍。
- SP AF 10–24mm F/3.5-4.5 Di II LD Aspherical [IF] （Model B001） -  2008年発売。9群12枚。最短撮影距離0.24m。アタッチメントはφ77mmねじ込み。
- SP AF 10–24mm F/3.5-4.5 Di II VC HLD（Model B023） -  2017年発売。11群16枚。最短撮影距離0.24m。アタッチメントはφ77mmねじ込み。
- SP AF 11–18mm F/4.5-5.6 Di II LD Aspherical [IF] （Model A13） -  2004年発売。12群15枚。最短撮影距離0.25m。アタッチメントはφ77mmねじ込み。
- 16-300mm F/3.5-6.3 Di II VC PZD Macro / 16-300mm F/3.5-6.3 Di II PZD Macro （Model B016） -  2014年発売。12群16枚。最短撮影距離0.39m。アタッチメントはφ67mmねじ込み。
- 18-200mm F/3.5-6.3 Di Ⅱ VC（Model B018） -  2015年発売。14群16枚。最短撮影距離0.77m（ワイド端）0.49m（テレ端）。アタッチメントはφ62mmねじ込み。
- SP AF 17–50mm F/2.8 XR Di II LD Aspherical [IF] （Model A16） -  2006年発売。13群16枚。最短撮影距離0.27m。アタッチメントはφ67mmねじ込み。
- SP AF 17–50mm F/2.8 XR Di II VC LD Aspherical [IF] （Model B005） -  2009年発売。14群19枚。最短撮影距離0.29m。アタッチメントはφ72mmねじ込み。
- AF 18–200mm F/3.5-6.3 XR Di II LD Aspherical [IF] （Model A14） -  2005年発売。13群15枚。最短撮影距離0.45m。アタッチメントはφ62mmねじ込み。
- AF 18–250mm F/3.5-6.3 Di II LD Aspherical [IF] Macro （Model A18） -  2007年発売。13群16枚。最短撮影距離0.45m。アタッチメントはφ62mmねじ込み。最大撮影倍率1/3.5倍。
- AF 18–270mm F/3.5-6.3 Di II VC LD Aspherical [IF] Macro （Model B003） -  2008年発売。13群18枚。最短撮影距離0.49m。アタッチメントはφ72mmねじ込み。最大撮影倍率1/3.5倍。
- 18-270mm F/3.5-6.3 Di II VC PZD / 18-270mm F/3.5-6.3 Di II PZD （Model B008） -  2010年発売。13群16枚。最短撮影距離0.49m。アタッチメントはφ72mmねじ込み。最大撮影倍率1/3.8倍。
- AF 18–400mm F/3.5-6.3 Di II VC HLD （Model B028） -  2017年発売。11群16枚。最短撮影距離0.45m。アタッチメントはφ72mmねじ込み。ズーム倍率が22.2倍。
- AF 55–200mm F/4-5.6 Di II LD MACRO （Model A15） - 2006年発売。9群13枚。最短撮影距離0.95m。アタッチメントはφ52mmねじ込み。

### ミラーレスカメラ用レンズ（Di III レンズ）
ミラーレスカメラ専用に設計したレンズ。フランジバックが短い点を利用し、高性能でコンパクトなサイズを実現している。

#### APS−Cセンサー／マイクロフォーサーズセンサー対応レンズ

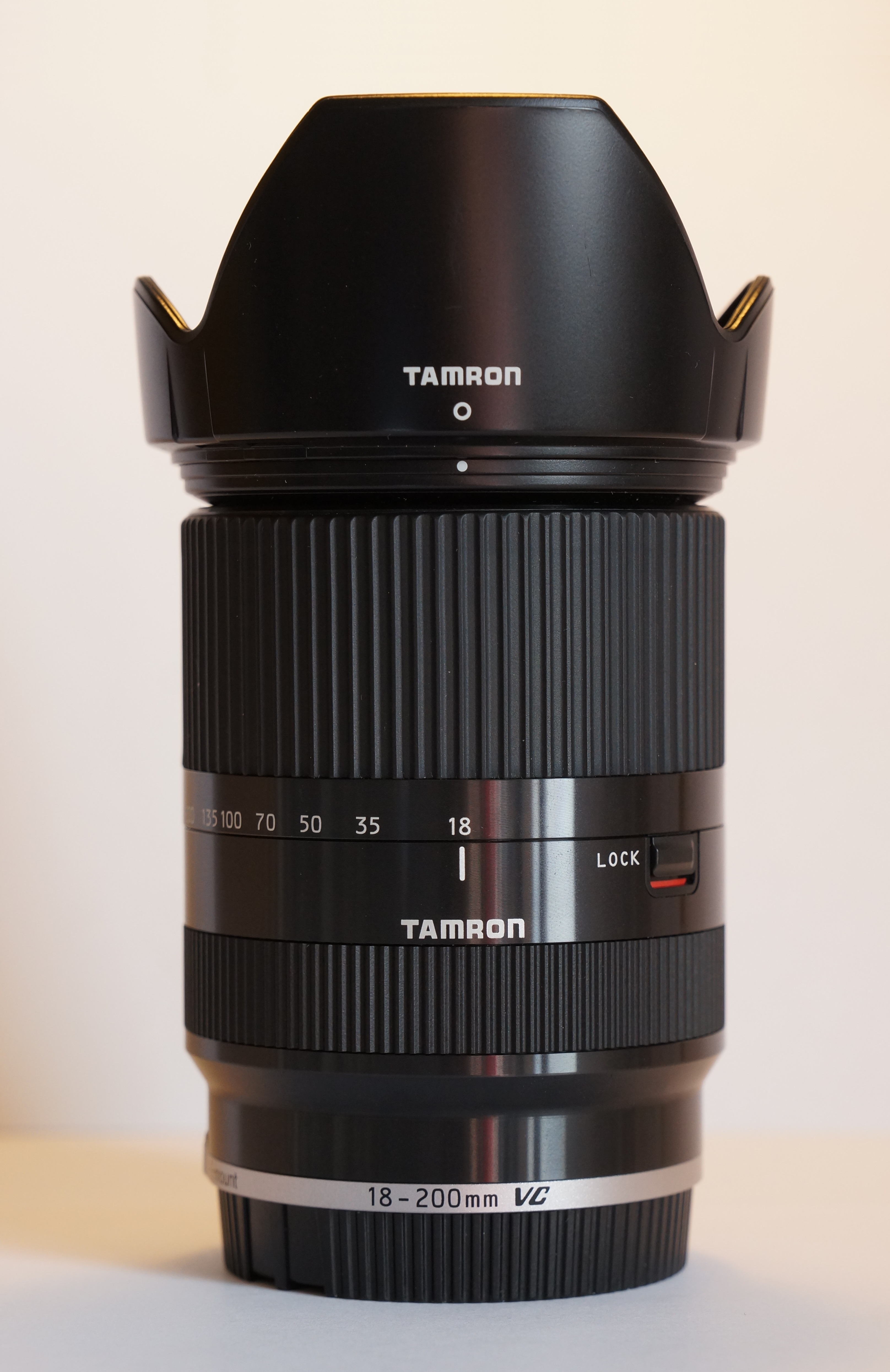
18-200mm F/3,5-6.3 Di Ⅲ VC

- 11-20mm F/2.8 Di III-A RXD (Model B060)  - 2021年発売。10群12枚。最短撮影距離0.15m（ワイド端）0.24m（テレ端）。最大撮影倍率1/4倍（ワイド端）1/7.6倍（テレ端）。アタッチメントはφ67mmねじ込み。最大撮影倍率1/3.8倍。ソニーEマウント、富士フイルムXマウントに対応。
- 14-150mm F/3.5-5.8 Di III （Model C001） - 2014年発売。13群17枚。最短撮影距離0.5m。アタッチメントはφ52mmねじ込み。最大撮影倍率1/3.8倍。マイクロフォーサーズに対応。色はブラックとシルバーがある。
- 17-70mm F/2.8 Di III-A VC RXD（Model B070） - 2020年発売。12群16枚。最短撮影距離0.19m（ワイド端）0.39m（テレ端）。最大撮影倍率1/4.8倍（ワイド端）1/5.2倍（テレ端）。アタッチメントはφ67mmねじ込み。ソニーEマウント、富士フイルムXマウントに対応。AIテクノロジーを活用することで、従来のVC機構に比べて動画撮影により配慮した補正効果が得られる。

- 18-200mm F/3.5-6.3 Di III VC （Model B011）[4] - 2011年発売。13群17枚。最短撮影距離0.5m。アタッチメントはφ62mmねじ込み。最大撮影倍率1/3.7倍。ソニーEマウント、キヤノンEF-Mマウントに対応。
- 18-300mm F/3.5-6.3 Di III-A VC VXD (Model B061) - 2021年発売。15群19枚。最短撮影距離0.19m（ワイド端）0.39m（テレ端）。最大撮影倍率1/2倍（ワイド端）1/4倍（テレ端）。アタッチメントはφ62mmねじ込み。ソニーEマウント、富士フイルムXマウントに対応。

#### フルサイズセンサー対応レンズ

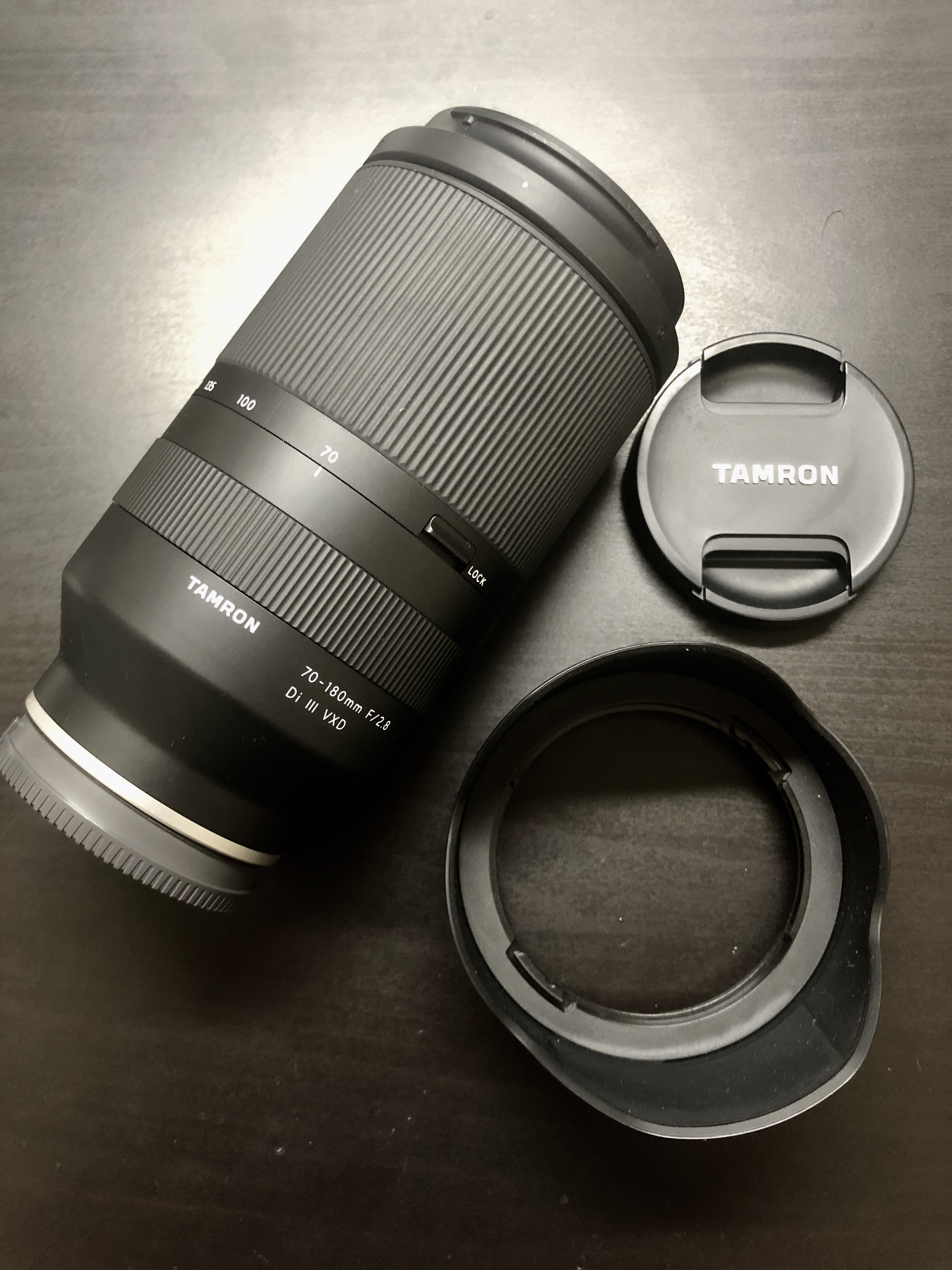
70-180mm F/2.8 Di III （Model A056）

「ファストハイブリッドAF」、「瞳AF」など各種カメラ機能にも対応。対応マウントは、ソニーFEマウントが主で、一部ニコンZマウント、富士フイルムXマウント対応。
- 17-28mm F/2.8 Di III RXD （Model A046） -  2019年発売。11群13枚。最短撮影距離0.19m（ワイド端）0.26m（テレ端）。最大撮影倍率1/5.2倍（ワイド端）1/6倍（テレ端）。アタッチメントはφ67mmねじ込み。
- 17-50mm F/4 Di III VXD （Model A068） -  2023年発売。13群15枚。最短撮影距離0.19m（ワイド端）0.3m（テレ端）。最大撮影倍率1/4.6倍（ワイド端）1/3.8倍（テレ端）。アタッチメントはφ67mmねじ込み。
- 20-40mm F/2.8 Di III VXD (Model A062)  -  2022年発売。最短撮影距離0.17m（ワイド端）0.29m（テレ端）。最大撮影倍率1/3.8。アタッチメントはφ67mmねじ込み。
- 28-75mm F/2.8 Di III RXD （Model A036） -  2018年発売。12群15枚。最短撮影距離0.19m（ワイド端）0.39m（テレ端）。最大撮影倍率1/2.9倍（ワイド端）1/4倍（テレ端）。アタッチメントはφ67mmねじ込み。
- 28-75mm F/2.8 Di III VXD G2 （Model A063） -  2021年発売。15群17枚。最短撮影距離0.18m（ワイド端）0.38m（テレ端）。最大撮影倍率1/2.7倍（ワイド端）1/4.1倍（テレ端）。アタッチメントはφ67mmねじ込み。ニコンZマウントに対応。
- 28-200mm F/2.8-5.6 Di III RXD （Model A071） -  2020年発売。14群18枚。最短撮影距離0.19m（ワイド端）0.8m（テレ端）。最大撮影倍率1/3.1倍（ワイド端）1/3.8倍（テレ端）。アタッチメントはφ67mmねじ込み。
- 28-300mm F/4-7.1 Di III VC VXD （Model A074） -  2024年発売。13群20枚。最短撮影距離0.19m（ワイド端）0.99m（テレ端）。最大撮影倍率1/2.8倍（ワイド端）1/3.8倍（テレ端）。アタッチメントはφ67mmねじ込み。
- 35-150mm F/2-2.8 Di III VXD (Model A058) -  2021年発売。15群21枚。最短撮影距離0.33m（ワイド端）0.85m（テレ端）。最大撮影倍率1/5.7倍（ワイド端）1/5.9倍（テレ端）。アタッチメントはφ82mmねじ込み。ニコンZマウントに対応。
- 50-300mm F/4.5-6.3 Di III VC VXD (Model A069) - 2024年発売。14群19枚。最短撮影距離0.22m（ワイド端）0.9m（テレ端）。最大撮影倍率1/2倍（ワイド端、MF時）1/3.1倍（テレ端）。アタッチメントはφ67mmねじ込み。
- 50-400mm F/4.5-6.3 Di III VC VXD (Model A067) - 2022年発売。18群24枚。最短撮影距離0.25m（ワイド端）1.5m（テレ端）。最大撮影倍率1/2倍（ワイド端、MF時）1/4倍（テレ端）。アタッチメントはφ67mmねじ込み。
- 70-180mm F/2.8 Di III （Model A056） -  2020年発売。14群19枚。最短撮影距離0.27m（ワイド端）0.85m（テレ端）。最大撮影倍率1/2倍（ワイド端、MF時）1/4.6倍（テレ端）。アタッチメントはφ67mmねじ込み。
- 70-180mm F/2.8 Di III VC VXD G （Model A065） -  2023年発売。15群20枚。最短撮影距離0.3m（ワイド端）0.85m（テレ端）。最大撮影倍率1/2.6倍（ワイド端、MF時）1/4.7倍（テレ端）。アタッチメントはφ67mmねじ込み。
- 70-300mm F/4.5-6.3 Di III RXD （Model A047） - 2020年発売。10群15枚。最短撮影距離0.8m（ワイド端）1.5m（テレ端）。最大撮影倍率1/9.4倍（ワイド端）1/5.1倍（テレ端）。アタッチメントはφ67mmねじ込み。ニコンZマウントに対応。
- 150-500mm F/5-6.7 Di III VC VXD (Model A057) - 2021年発売。16群25枚。最短撮影距離0.6m（ワイド端）1.8m（テレ端）。最大撮影倍率1/3.1倍（ワイド端）1/3.7倍（テレ端）。アタッチメントはφ82mmねじ込み。ニコンZマウント、富士フイルムXマウントに対応。
- 20mm F/2.8 Di III OSD （Model F050） -  2019年発売。9群10枚。最短撮影距離0.11m。最大撮影倍率1/2倍。アタッチメントはφ67mmねじ込み。
- 24mm F/2.8 Di III OSD （Model F051） -  2019年発売。9群10枚。最短撮影距離0.12m。最大撮影倍率1/2倍。アタッチメントはφ67mmねじ込み。
- 35mm F/2.8 Di III OSD （Model F053） -  2019年発売。9群10枚。最短撮影距離0.15m。最大撮影倍率1/2倍。アタッチメントはφ67mmねじ込み。
- 90mm F/2.8 Di III MACRO VXD (Model F072)  - 2024年発売。12群15枚。最短撮影距離0.23m。最大撮影倍率1倍。アタッチメントはφ67mmねじ込み。

## マニュアルフォーカスレンズ

### アダプトールⅡマウント
1979年から発売された、初代アダプトールの改良版。物理的な耐久性の改善、外ギアの廃止、対応マウントの多様化のほか、レンズの開放F値をマウント面経由でボディに伝達できるようになった。また、一部のレンズには電気接点を組み込み、EFマウントやAマウントに対応した。交換マウントは、ペンタックスK、ペンタックスKA、オリンパスOM、キヤノンFD、キヤノンEOS、ミノルタMD、ミノルタα、エクサクタ、ニコンAi-E、ニコンAiツメ付、フジカAX、コニカAR、マミヤZE、コンタックス/ヤシカ、ローライ、ペンタックスS/プラクチカ（M42）、ペンタックスES、フジカST、プラクチカB200用、ライカR4用、リコーXR-P用、Cマウント用があった。2006年に販売終了。

#### アダプトールⅡマウントレンズ
- SP 17mm F/3.5 （Model 51B） - 1979年発売。10群12枚。最短撮影距離0.25m。フィルター4種内蔵。
- SP 17mm F/3.5 （Model 151B） - 1989年発売。10群12枚。最短撮影距離0.25m。
- 24mm F/2.5 （Model 01B） - 1979年発売。9群10枚。最短撮影距離0.25m。アタッチメントはφ55mmねじ込み。
- 24mm F/2.5 （Model 01BB） - 1989年発売。9群10枚。最短撮影距離0.25m。アタッチメントはφ55mmねじ込み。
- 28mm F/2.5 （Model 02B） - 1979年発売。7群7枚。最短撮影距離0.25m。アタッチメントはφ49mmねじ込み。
- SP 90mm F/2.5 （Model 52B） - 1979年発売。6群8枚。最短撮影距離0.39m。撮影倍率は0.5倍。アタッチメントはφ49mmねじ込み。ポートレートマクロと呼ばれたレンズ[1]。
- SP 90mm F/2.5 （Model 52BB） - 1988年発売。6群8枚。最短撮影距離0.39m。アタッチメントはφ55mmねじ込み。
- 52BB専用マクロエクステンダー （Model 18F）
- SP 90mm F/2.8マクロ1:1 （Model 72B） - 1996年発売。9群10枚。最短撮影距離0.29m。アタッチメントはφ55mmねじ込み。
- 135mm F/2.5 （Model 03B） - 1979年発売。4群4枚。最短撮影距離1.2m。アタッチメントはφ58mmねじ込み。
- SP 180mm F/2.5LD （Model 63B） - 1988年発売。7群10枚。最短撮影距離1.2m。アタッチメントはφ77mmねじ込み。タムロン創業35周年記念に限定発売されたが、人気が高く後に継続生産された。
- 200mm F/3.5 （Model 04B） - 1979年発売。5群5枚。最短撮影距離1.7m。アタッチメントはφ58mmねじ込み。
- SP 300mm F/2.8LD （Model 107B） - 1983年発売。6群7枚。最短撮影距離3m。アタッチメントはφ43mm後部ねじ込み
- SP 300mm F/2.8LD （Model 60B） - 1984年発売。7群10枚。最短撮影距離2.5m。アタッチメントはφ43mm後部ねじ込み/φ112mm前部ねじ込み
- SP 300mm F/2.8LD （Model 360B） - 1993年発売。7群10枚。最短撮影距離2.5m。アタッチメントはφ43mm後部ねじ込み/φ112mm前部ねじ込み
- SP 300mm F/5.6 （Model 54B） - 1979年発売。5群6枚。最短撮影距離1.4m。アタッチメントはφ58mmねじ込み。
- SP 400mm F/4 （Model 65B） - 1988年発売。7群10枚。最短撮影距離3m。アタッチメントはφ43mm後部ねじ込み/φ112mm前部ねじ込み
- SP 350mm F/5.6 （Model 06B） - 1981年発売。反射望遠レンズ、4群7枚。最短撮影距離1.1m。アタッチメントはφ30.5mm後部ねじ込み/φ82mm前部ねじ込み。
- SP 500mm F/8 （Model 55B） - 1979年発売。反射望遠レンズ、4群7枚。最短撮影距離1.7m。アタッチメントはφ30.5mm後部ねじ込み/φ82mm前部ねじ込み。
- SP 500mm F/8 （Model 55BB） - 1983年発売。反射望遠レンズ、4群7枚。最短撮影距離1.7m。アタッチメントはφφ30.5mm後部ねじ込み/φ82mm前部ねじ込み。
- SP 24-48mm F/3.5-3.8 （Model 13A） - 1980年発売。9群10枚。最短撮影距離0.6m。アタッチメントはφ77mmねじ込み。
- 28-50mm F/3.5-4.5 （Model 07A） - 1980年発売。9群9枚。最短撮影距離0.25m。アタッチメントはφ58mmねじ込み。
- 28-70mm F/3.5-4.5 （Model 44A） - 1986年発売。8群8枚。最短撮影距離0.7（マクロ時0.3）m。アタッチメントはφ62mmねじ込み。
- 28-70mm F/3.5-4.5 （Model 59A） - 1988年発売。8群9枚。最短撮影距離0.7（マクロ時0.34）m。アタッチメントはφ52mmねじ込み。
- 28-70mm F/3.5-4.5 （Model 159A） - 1991年発売。8群9枚。最短撮影距離0.7（マクロ時0.34）m。アタッチメントはφ52mmねじ込み。
- SP 28-80mm F/3.5-4.2 （Model 27A） - 1983年発売。8群9枚。最短撮影距離0.36m。アタッチメントはφ67mmねじ込み。
- SP 28-105mm F/2.8LDアスフェリカル （Model 176A） - 1997年発売。非球面レンズとLDレンズを含む13群15枚。最短撮影距離0.5m。アタッチメントはφ82mmねじ込み。
- 28-135mm F/4-4.5 （Model 28A） - 1983年発売。10群17枚。最短撮影距離2.0（マクロ時0.26-1.3）m。アタッチメントはφ67mmねじ込み。
- 28-200mm F/3.8-5.6アスフェリカル （Model 71A） - 1994年発売。非球面レンズを含む14群16枚。最短撮影距離2.1m。アタッチメントはφ72mmねじ込み。
- 28-200mm F/3.8-5.6アスフェリカルIFスーパー （Model 171A） - 1998年発売。非球面レンズを含む14群16枚。最短撮影距離0.8m。アタッチメントはφ72mmねじ込み。
- 35-70mm F/3.5 （Model 17A） - 1982年発売。7群7枚。最短撮影距離0.25m。アタッチメントはφ58mmねじ込み。
- 35-70mm F/3.5-4.5 （Model 09A） - 1980年発売。7群7枚。最短撮影距離0.25m。アタッチメントはφ58mmねじ込み。
- SP 35-80mm F/2.8-3.8 （Model 01A） - 1980年発売。8群9枚。最短撮影距離0.27m。アタッチメントはφ62mmねじ込み。
- SP 35-105mm F/2.8アスフェリカル （Model 65A） - 1991年発売。14群17枚。最短撮影距離1m。アタッチメントはφ67mmねじ込み。
- 35-135mm F/3.5-4.2 （Model 22A） - 1982年発売。12群14枚。最短撮影距離0.8。アタッチメントはφ67mmねじ込み。
- 35-135mm F/3.5-4.5 （Model 40A） - 1985年発売。13群15枚。最短撮影距離1.5 （マクロ時0.28）m。アタッチメントはφ58mmねじ込み。
- 35-210mm F/3.5-4.2 （Model 26A） - 1983年発売。12群16枚。最短撮影距離1.6（マクロ時0.3）m。アタッチメントはφ67mmねじ込み。
- SP 60-300mm F/3.8-5.4 （Model 23A） - 1983年発売。11群15枚。最短撮影距離1.9（マクロ時0.34）m。アタッチメントはφ62mmねじ込み。
- SP 70-150mm F/2.8ソフト （Model 51A） - 1980年発売。10群14枚。最短撮影距離0.98m。アタッチメントはφ62mmねじ込み。ズームリングの手前に、目盛0から3まで4段階切替のソフトリングがある。ソフト量調節可能な大口径ズーム。
- 70-150mm F/3.5 （Model 02A） - 1979年発売。11群13枚。最短撮影距離1.5m。アタッチメントはφ52mmねじ込み。
- 70-150mm F/3.5 （Model 20A） - 1980年発売。10群13枚。最短撮影距離0.7m。アタッチメントはφ49mmねじ込み。
- 70-150mm F/3.5 （Model 20AB） - 1982年発売。基本スペックは20Aと同一仕様でフォーカシングが逆回転 （ニコン・ペンタックスと同一）。
- SP 70-210mm F/3.5 （Model 19AH） - 1984年発売。11群15枚。最短撮影距離0.85m。アタッチメントはφ62mmねじ込み。
- SP 70-210mm F/3.5-4 （Model 52A） - 1979年発売。15群16枚。最短撮影距離0.75m。アタッチメントはφ58mmねじ込み。
- SP 70-210mm F/3.8-4 （Model 46A） - 1986年発売。9群12枚。最短撮影距離0.9m。アタッチメントはφ58mmねじ込み。
- AF 70-210mm F/4  （Model 47A）- 1987年発売。11群15枚。最短撮影距離1.5m。アタッチメントはφ58mmねじ込み。オートフォーカス機構をレンズ内に搭載し、既存のマニュアルフォーカスカメラボディでオートフォーカスが使用可能。
- 70-210mm F/4-5.6 （Model 58A） - 1988年発売。9群13枚。最短撮影距離1.1m。アタッチメントはφ52mmねじ込み。
- 70-210mm F/4-5.6 （Model 158A） - 1991年発売。9群13枚。最短撮影距離1.1m。アタッチメントはφ52mmねじ込み。
- 70-350mm F/4.5 （Model 05A） - 1979年発売。13群15枚。最短撮影距離2.5m。アタッチメントはφ82mmねじ込み。
- 75-250mm F/3.8-4.5 （Model 04A） - 1979年発売。11群13枚。最短撮影距離1.2m。アタッチメントはφ62mmねじ込み。
- 75-250mm F/3.8-4.5 （Model 104A） - 1981年発売。10群13枚。最短撮影距離1.2m。アタッチメントはφ62mmねじ込み。
- 80-210mm F/3.8-4 （Model 03A） - 1979年発売。10群13枚。最短撮影距離0.9m。アタッチメントはφ58mmねじ込み。
- 80-210mm F/3.8-4 （Model 103A） - 1981年発売。10群13枚。最短撮影距離0.9m。アタッチメントはφ58mmねじ込み。
- SP 80-200mm F/2.8LD （Model 30A） - 1985年発売。12群16枚。最短撮影距離1.5m。アタッチメントはφ77mmねじ込み。
- 200-500mm F/6.9 （Model 06A） - 1979年発売。8群14枚。最短撮影距離3m。アタッチメントはφ82mmねじ込み。
- SP 200-500mm F/5.6 （Model 31A） - 1984年発売。10群14枚。最短撮影距離2.5m。アタッチメントはφ43mm後部差込/φ95mm前部ねじ込み。
- 1.4倍テレコンバーター （Model 140F） - 3群5枚。望遠レンズ専用。
- 2倍テレコンバーター （Model 200F） - 汎用。
- 2倍テレコンバーター （Model 01F） - 5群6枚。汎用。

- 2倍テレコンバーター（Fシステム） - 5群7枚。固定マウント。PK,Ai,FD,MD,OM,AR,YC,M42用

#### アダプトールⅡ
- ニコンAi-E（Model 59C）
- ニコンAiツメ付き（Model 60C）
- キヤノンFD（Model 51C）
- キヤノンEOS（Model 66C） - マニュアルフォーカスのみ。露出モードは実絞りAEとマニュアルのみ。
- ミノルタMD（Model 52CB）
- ミノルタα（Model 65C） - マニュアルフォーカスのみ。露出モードは実絞りAEとマニュアルのみ。
- コニカAR（Model 53C）
- オリンパスOM（Model 54C）
- コンタックスヤシカ（Model 55C）
- プラクチカB200（Model 14C）
- フジカST（Model 08C）
- フジカAX（Model 56C）
- ペンタックスK（Model 02C）
- ペンタックスKA（Model 63C）
- ペンタックスES（Model 16C）
- ペンタックススクリュー・プラクチカ（Model 01C）
- ローライ（Model 12C）
- リコーXR-P（Model 61C）
- ライカR4（Model 215C）
- マミヤZE（Model 57CB）
- Cマウント

### アダプトール（初代）マウントレンズ
1973年から発売された、TTL開放測光に対応したバヨネット式の交換マウント。絞り環とマウント面の絞り連動ツメが連動することで、TTL開放測光が可能になった。絞り環の回転を変換するための外ギアが設けられている。対応マウントは、Canon FDマウント、Contax、Pentax/Praktica （M42）、Miranda バヨネット、Nikon Fマウント、Olympus OMマウント、Rollei SL35、Topcon REシリーズ。1978年発売終了。

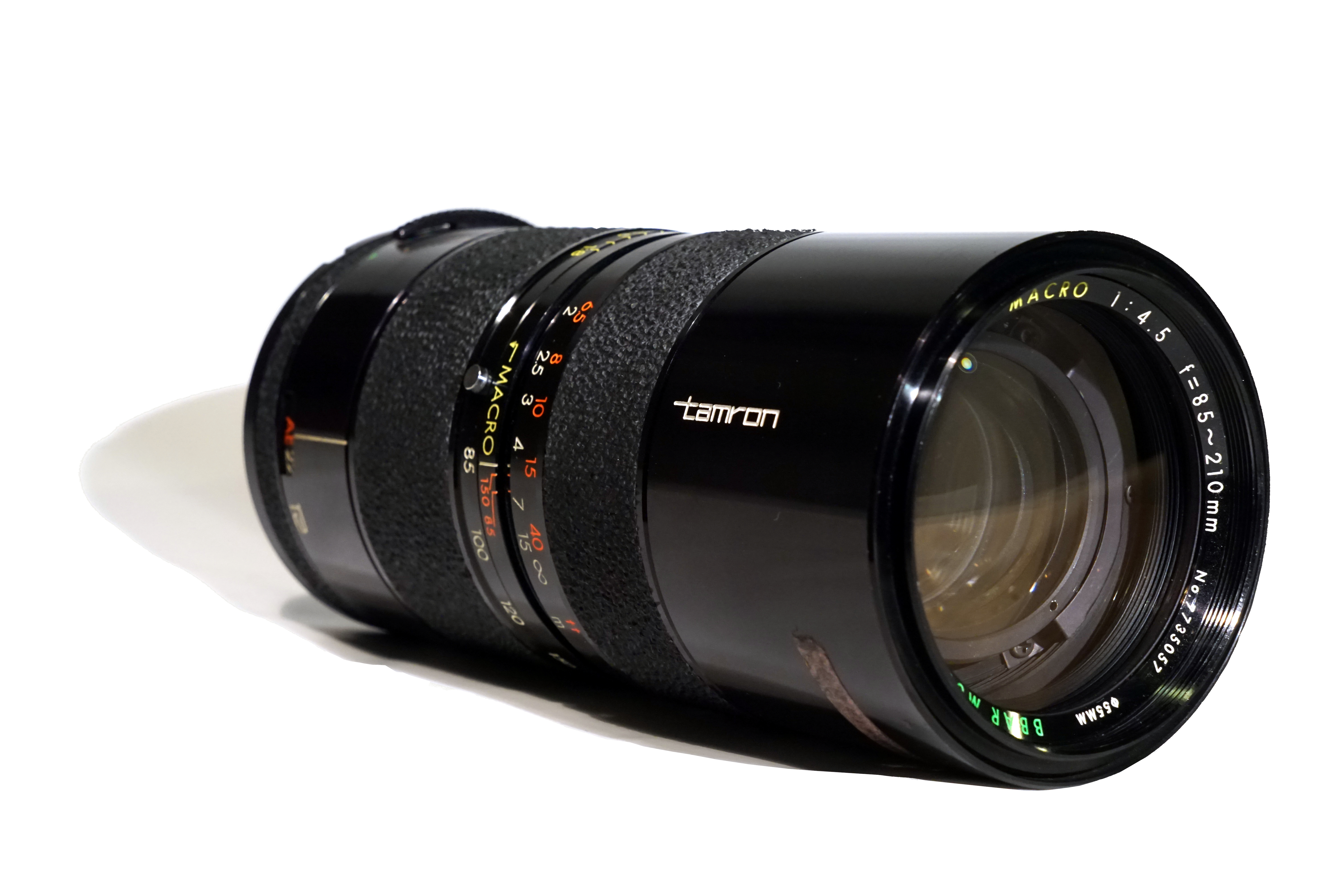
85-210mm F4.5

- 24mm F/2.5（Model CW-24） - 1974年発売。
- 28mm F/2.8（Model CW-28） - 1976年発売。
- 105mm F/2.5（Model CT-105） - 1976年発売。
- 135mm F/2.8（Model CT-135） - 1976年発売。
- 200mm F/3.5（Model CT-200） - 1976年発売。
- 300mm F/5.6（Model CT-300） - 1976年発売。
- 35–80mm F/2.8–3.5（Model QZ-35M） - 1978年発売。
- 38–100mm F/3.5（Model SZ-38） - 1973年発売。
- 38–100mm F/3.5（Model SZ-38M） - 1976年発売。
- 70–150mm F/3.5（Model CZ-150） - 1976年発売。
- 70–150mm F/3.5（Model QZ-150M） - 1978年発売。
- 70–150mm F/3.8（Model CZ-715） - 1976年発売。
- 70–220mm F/3.8（Model Z-220） - 1973年発売。
- 70–350mm F/4.5（Model CZ-735） - 1976年発売。
- 80–250mm F/3.8（Model Z-250） - 1973年発売。
- 80–250mm F/3.8–4.5（Model CZ-825） - 1976年発売。
- 80–250mm F/3.8–4.5（Model QZ-825M） - 1978年発売。
- 85–210mm F/4.5（Model Z-210） - 1974年発売。
- 85–210mm F/4.5（Model CZ-210M） - 1976年発売。
- 85–210mm F/4.5（Model QZ-210M） - 1978年発売。
- 200–500mm F/6.9（Model Z-500） - 1974年発売。
- 200–500mm F/6.9（Model CZ-500） - 1976年発売。

### アダプトマチックレンズ
1969年から発売された、オート絞りに対応したスクリュー式の交換マウント。ボディ側からレンズの絞りを制御できる。一部の機種では、レンズの絞り値をボディに連動することも可能。対応機種は限定されていた。対応マウントは、Canon FDマウント、Exactaマウント、Konicaマウント、Pentax/Praktica  （M42）、ミノルタSR-1/SR-2/SR-7、ミノルタ SR-T、Nikon Fマウント、Petri、Topcon REシリーズ。1972年開発終了。
- 21mm F/4.5 （Model PFJ-45Au） - 1970年発売。
- 24mm F/3.5 （Model PFY-35Au） - 1971年発売。
- 28mm F/2.8 （Model PFH-28Au） - 1972年発売。
- 35mm F/2.8 （Model PSG-28Au） - 1972年発売。
- 105mm F/2.5 （Model JOG-25Au） - 1972年発売。
- 135mm F/2.8 （Model JSG-28Au） - 1972年発売。
- 200mm F/3.5 （Model #870Au） - 1971年発売。
- 200mm F/4.5 （Model F0-45Su） - 1972年発売。
- 300mm F/5.6 （Model #670Au） - 1972年発売。
- 70–220mm F/4 （Model PZ-30Au） - 1969年発売。
- 80–250mm F/3.8 （Model PZ-20） - 1967年発売。固定マウント
- 80–250mm F/3.8 （Model PZ-20Au） - 1972年発売。
- 85–205mm F/3.5 （Model PZ-60Au） - 1972年発売。
- 200–500mm F/6.9 （Model PZ-150Au） - 1969年発売。

### Tマウントレンズ
1957年から発売された、タムロンが最初に開発した一眼レフ用交換マウント。T2マウントとも呼ばれる。レンズとボディの間に絞り値などの情報を伝達する機構は無く、レンズのマウント部を取り換えてフランジバックを調節することで、様々なメーカーのカメラに付け替えることができた。対応マウントは、Canon EFマウント、Canon FDマウント、コンタックス/ヤシカ、Exactaマウント、Konicaマウント、Pentax/Praktica  （M42）、ミノルタSR-1/SR-2/SR-7、ミノルタ SR-T、Nikon Fマウント、Olympus OMマウント、Rollei SL35、ペンタックスKマウント、Topcon REシリーズ。1965年開発終了。
- 35mm F/2.8 （Model #460） - 1961年発売。
- 58mm F/1.2 （Model #380） - 1960年発売。
- 135mm F/2.8 （Model #680） - 1962年発売。
- 135mm F/3.5 （Model #860） - 1963年発売。
- 135mm F/4.5 （Model #280） - 1958年発売。タムロン初の一眼レフ用交換レンズ。
- 180mm F/3.5 （Model JH-35）
- 200mm F/2.8 （Model #360） - 1960年発売。
- 200mm F/3.5 （Model #870） - 1963年発売。
- 200mm F/5.9 （Model F0-59）
- 200mm F/6.3 （Model F0-63） - 1963年発売。
- 250mm F/4.5 （Model FG-45）
- 300mm F/5.6 （Model #670） - 1962年発売。
- 300mm F/6.9 （Model S0-69）
- 350mm F/5.6 （Model #750） - 1963年発売。
- 400mm F/5.6 （Model #340） - 1960年発売。
- 400mm F/6.9 （Model F0-69）
- 400mm F/7.5 （Model #490） - 1961年発売。
- 400mm F/8 （Model Y0-8） - 1965年発売。
- 450mm F/8 （Model #880） - 1963年発売。
- 55–90mm F/4 （Model PZ-50） - 1964年発売。
- 95–205mm F/5.6 （Model PZ-60P） - 1965年発売。
- 95–205mm F/6.3 （Model #910P） - 1961年発売。タムロン初の一眼レフ用望遠ズームレンズ。
- 95–250mm F/5.6 （Model PZ-10II） - 1965年発売。
- 200–400mm F/6.3 （Model PZ-70） - 1965年発売。